# Synagoge Hatten (Bas-Rhin)

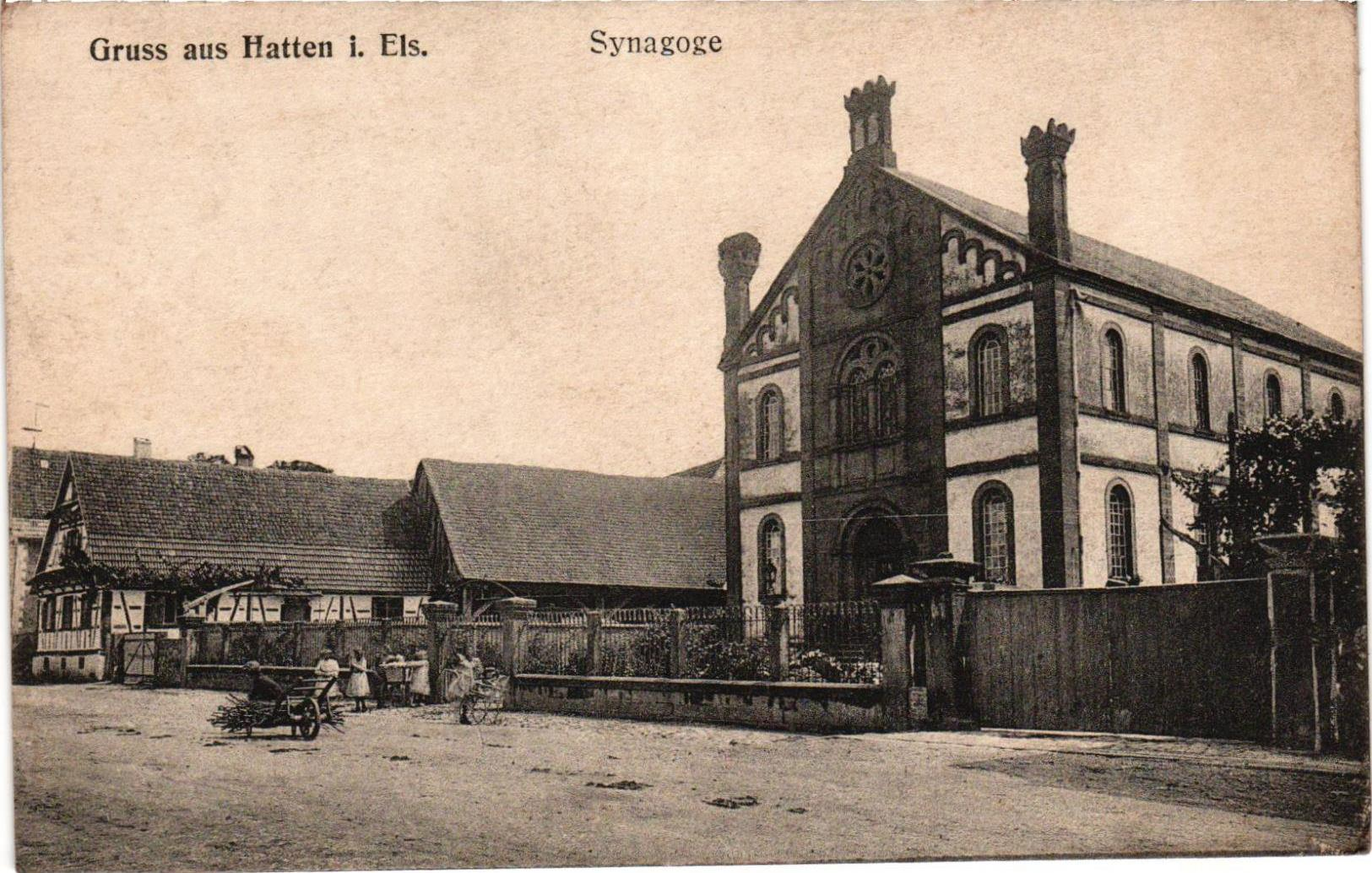
Ansichtskarte mit der Synagoge Hatten

Die Synagoge in Hatten, einer französischen Gemeinde im Département Bas-Rhin in der Region Grand Est, wurde 1870/71 errichtet. 
Die Synagoge, die sich in der Grand'rue (heute Rue Principale) befand, wurde im Zweiten Weltkrieg bei Kämpfen im Januar 1945 zerstört.